# Chlorophorus graphus
Chlorophorus graphus är en skalbaggsart som beskrevs av Holzschuh 1998. Chlorophorus graphus ingår i släktet Chlorophorus och familjen långhorningar.
Artens utbredningsområde är Taiwan. Inga underarter finns listade i Catalogue of Life.